# Kristine Froseth
Kristine Froseth (ˈfroʊsɛθ; noruec: Frøseth; nascut el 21 de setembre de 1995 és una actriu estatunidenca i noruega. És coneguda per interpretar a Kelly Aldrich a la sèrie de Netflix The Society (2019), Alaska Young a la sèrie de Hulu Looking for Alaska (2019) i Nan St. George a la sèrie d'Apple TV+ The Buccaners (2023). El 2022, va protagonitzar la sèrie Showtime The First Lady com la jove Betty Ford.
També és coneguda per actuar en pel·lícules, ocupant papers secundaris a Sierra Burgess is a Loser (2018), The Assistant (2019) i Oh, Canada (2024) alhora que va fer papers principals a Sharp Stick (2022), i Sabotatge (2022).

## Primers anys
Froseth va néixer el 21 de setembre de 1995 a Summit (Nova Jersey),de pares noruecs. La seva infantesa la va passar viatjant d'anada i tornada entre Oslo i Nova Jersey a causa del treball del seu pare.

## Carrera
Froseth va començar a fer model després de ser descobert en una audició a la passarel·la a Ski Storsenter a Noruega, i també va ser explorat per IMG Models mentre es trobava a Nova Jersey en una desfilada de moda d'un centre comercial local. Ha modelat per a marques com Prada, Armani, Miu Miu i H&M.
La seva carrera d'actriu va començar quan un director de càsting va trobar les seves fotos i la va animar a fer una audició per a l'adaptació cinematogràfica de la novel·la de John Green Looking for Alaska. Aquesta adaptació cinematogràfica mai es va fer. El 2016, va ser seleccionada per al pilot per a una possible adaptació de sèrie de Let the Right One In. Froseth va començar la seva carrera d'actriu amb la pel·lícula del 2017 Rebel in the Rye. El 2018, va protagonitzar dues pel·lícules de Netflix, Sierra Burgess is a Loser i Apostle, i la minisèrie de Sky, The Truth About the Harry Quebert Affair.
El 9 de maig de 2018, es va anunciar que Hulu adaptaria la novel·la de John Green Looking for Alaska a una minisèrie de 8 episodis. El 30 d'octubre de 2018, Green va anunciar que Froseth interpretaria Alaska Young, un dels personatges principals. Protagonitza la pel·lícula d'Amazon Prime Video de 2021 Birds of Paradise dirigida per Sarah Adina Smith.
El juny de 2022, Froseth fou seleccionada per protagonitzar la sèrie d'Apple TV+ The Buccaneers. Aquell mateix any Froseth va interpretar al protagonista, Coby Rae Dellum, al primer episodi de la segona temporada de la sèrie de FX on Hulu American Horror Stories que es va emetre el 21 de juliol de 2022. També el 2022 va protagonitzar la  comèdia sexual de Lena Dunham Sharp Stick i el thriller d'acció de Daniel Goldhaber Sabotatge. També va interpretar una jove Betty Ford a la sèrie limitada The First Lady (2022).

## Vida personal
L'any 2022, Froseth va començar a sortir amb la seva coprotagonista Guy Remmers, a qui va conèixer al plató de The Buccaneers.

## Filmografia

### Cinema
| Any  | Títol                     | Paper               | Notes                 | Ref.   |
| ---- | ------------------------- | ------------------- | --------------------- | ------ |
| 2017 | Rebel in the Rye          | Shirley Blaney      |                       |        |
| 2018 | Sierra Burgess is a Loser | Veronica            | Pel·lícula de Netflix |        |
| 2018 | Apostle                   | Ffion               | Pel·lícula de Netflix |        |
| 2019 | Prey                      | Madeleine           |                       |        |
| 2019 | Low Tide                  | Mary                |                       | [ 23 ] |
| 2019 | The Assistant             | Sienna              |                       | [ 24 ] |
| 2021 | Birds of Paradise         | Marine Elise Durand | Amazon Prime          | [ 19 ] |
| 2022 | Sharp Stick               | Sarah Jo            |                       | [ 25 ] |
| 2022 | Sabotatge                 | Rowan               |                       | [ 26 ] |
| 2023 | Snorkeling                | Jameson             |                       |        |
| 2024 | Desert Road               | Woman               |                       | [ 27 ] |
| 2024 | Oh, Canada                | Alicia Fife         |                       | [ 28 ] |

### Televisió
| Any          | Títol                                    | paper             | Notes                        | Ref.         |
| ------------ | ---------------------------------------- | ----------------- | ---------------------------- | ------------ |
| 2013         | New Face                                 | Herself           | Websèrie de DBTV (Noruega)   | [ 2 ] [ 29 ] |
| 2016         | Junior                                   | Jess              | Paper principal; 10 episodis |              |
| 2017         | Let the Right One In                     | Eli               | Pilot no emès                |              |
| 2018         | The Truth About the Harry Quebert Affair | Nola Kellergan    | Minisèrie; 10 episodis       |              |
| 2019         | The Society                              | Kelly             | Paper principal; 10 episodis |              |
| 2019         | Looking for Alaska                       | Alaska Young      | Minisèrie; 8 episodis        | [ 18 ]       |
| 2020         | When the Streetlights Go On              | Chrissy Monroe    | Minisèrie; 10 episodis       | [ 30 ]       |
| 2022         | The First Lady                           | Betty Ford (jove) | Sèrie limitada; 5 episodis   | [ 31 ]       |
| 2022         | American Horror Stories                  | Coby Rae Dellum   | episodi: "Dollhouse"         | [ 32 ]       |
| 2023–present | The Buccaneers                           | Nan St. George    | Paper principal; 8 episodis  | [ 20 ]       |

### Teatre
| Any  | Producció   | Paper  | Venue       |
| ---- | ----------- | ------ | ----------- |
| 2025 | All Nighter | Darcie | MCC Theater |

### Vídeos musicals
| Any  | Títol                    | Paper   | Artista                | Ref.   |
| ---- | ------------------------ | ------- | ---------------------- | ------ |
| 2016 | "False Alarm"            | la noia | The Weeknd             | [ 33 ] |
| 2016 | "Killing Me to Love You" | Noia    | Vancouver Sleep Clinic | [ 34 ] |

## Premis i nominacions
| Any  | Premi                                                        | Categoria     | Treball     | Resultat  | Ref.   |
| ---- | ------------------------------------------------------------ | ------------- | ----------- | --------- | ------ |
| 2024 | LVII Festival Internacional de Cinema Fantàstic de Catalunya | Millor actriu | Desert Road | Guanyador | [ 35 ] |